# Zainab Bangura
Haja Zainab Hawa Bangura (sinh ngày 18 tháng 12 năm 1959) là một chính trị gia và nhà hoạt động xã hội người Sierra Leonean. Cô từng là Đại diện đặc biệt thứ hai của Liên hợp quốc về Bạo lực tình dục trong Xung đột với cấp bậc Tổng thư ký Liên hợp quốc từ năm 2012 đến 2017, liên tiếp kể từ người giữ chức vụ đầu tiên, Margot Wallström. Năm 2017, cô đã thành công bởi Pramila Patten.
Năm 2007, Bangura trở thành bộ trưởng ngoại giao của Sierra Leone trong chính phủ của Tổng thống Ernest Bai Koroma của Đảng Toàn dân (APC). Cô là người phụ nữ thứ hai phục vụ trong Chính phủ đó, sau Shirley Gbujama, người giữ vị trí đó từ năm 1996 đến 1997. Cô giữ chức Bộ trưởng Bộ Y tế và Vệ sinh từ năm 2010 đến 2012.

## Thời Niên thiếu
Zainab Hawa Bangura được sinh ra là "Zainab Hawa Sesay" tại thị trấn nhỏ Yonibana, huyện Tonkolili thuộc tỉnh miền bắc Sierra Leone.   Cô đến từ nhóm dân tộc Temne. Cô sinh ra trong một gia đình có phương tiện hạn chế, và cô học trường cấp hai với học bổng được trao cho cô bởi Trường trung học nữ Mathora gần Magburaka. Sau đó, cô theo học trường trung học nữ Annie Walsh ở thủ đô Freetown. Sau đó, sau khi tốt nghiệp trường Cao đẳng Fourah Bay của Sierra Leone, cô đã học tại Vương quốc Anh để lấy bằng cao cấp về bảo hiểm. Khi ở độ tuổi 30, cô đã trở thành phó chủ tịch của một trong những công ty bảo hiểm lớn nhất nước mình. Cô nói được ba thứ tiếng: Temne, Krio và tiếng Anh.

## Cống hiến cộng đồng
Bangura trở thành một nhà hoạt động xã hội trong giai đoạn khó khăn khi Sierra Leone được cai trị bởi chính quyền quân sự NPRC. Cô bắt đầu với những nỗ lực nâng cao ý thức của phụ nữ thị trường thành thị, nhắc nhở những người ủng hộ cô rằng mẹ của cô là một phụ nữ ở chợ. Năm 1994, cô thành lập Phụ nữ được tổ chức vì một quốc gia giác ngộ đạo đức (PHỤ NỮ), nhóm quyền phụ nữ không đảng phái đầu tiên ở nước này. Năm sau, cô đồng sáng lập Chiến dịch quản trị tốt (CGG). Sau đó, sử dụng CGG làm nền tảng của mình, cô đã vận động tổ chức các cuộc bầu cử quốc gia cuối cùng đã đẩy NPRC khỏi quyền lực vào năm 1996 và khôi phục chính phủ dân chủ. Đây là cuộc bầu cử dân chủ đầu tiên của Sierra Leone trong 25 năm và truyền thông Sierra Leonean và công chúng nói chung thành công đó phần lớn nhờ vào nỗ lực của bà.
Trong cuộc nội chiến ở Sierra Leone (1991, năm2002) Bangura đã lên tiếng mạnh mẽ chống lại sự tàn bạo đã gây ra cho dân chúng bởi Mặt trận Thống nhất Cách mạng (RUF) và đã bị nhóm đó nhắm mục tiêu ám sát nhiều lần. Bà cũng đã nói chống lại tham nhũng trong chính phủ dân sự của Tổng thống Ahmad Tejan Kabbah và sự tàn bạo chống lại thường dân của binh lính chính phủ. Năm 2002, cô chạy đua với Kabbah cho nhiệm kỳ tổng thống của Sierra Leone, lần đầu tiên rời khỏi vai trò là một nhà hoạt động xã hội dân sự không đảng phái. Cô đã giành được ít hơn một phần trăm số phiếu bầu, và đảng Phong trào vì sự tiến bộ (MOP) của cô đã không giành được bất kỳ ghế nào trong quốc hội của Sierra Leone. Bà Bangura tuyên bố rằng số phiếu bầu thấp của đảng của bà là do tham nhũng trong hệ thống bầu cử.
Sau cuộc bầu cử năm 2002, Bangura đã thành lập Nhóm Trách nhiệm Quốc gia (NAG) với nhiệm vụ là chống tham nhũng chính thức và thúc đẩy tính minh bạch và trách nhiệm trong chính phủ. Năm 2006, cô rời Sierra Leone sang Liberia láng giềng, nơi cô được bổ nhiệm làm Giám đốc Văn phòng Dân sự trong Phái bộ Liên Hợp Quốc tại Liberia (UNMIL) và chịu trách nhiệm tái thiết 16 bộ của Liberia và 30 cơ quan chính phủ sau cuộc nội chiến tàn khốc.
Bangura trở lại Sierra Leone vào năm 2007 sau khi Ernest Bai Koroma giành được chức Chủ tịch trong một cuộc bầu cử quốc gia đầy khó khăn và được bổ nhiệm làm Bộ trưởng ngoại giao ngay sau đó. Nhiều người Sierra Leoneans tin rằng tân tổng thống đã nâng nhà phê bình chính phủ nổi tiếng này lên một vị trí cao như vậy để thể hiện đức tin tốt của mình trong cải cách đầy hứa hẹn đối với dân chúng.
Là một người Hồi giáo, Bangura đã dành phần lớn thời gian sau khi rời khỏi chính trị vào năm 2009 để đến thành phố Mecca ở Ả Rập Saudi để tham gia vào buổi lễ hành hương năm 2009 của Hajj.
Từ năm 2018 đến năm 2019, Bangura đồng chủ trì (cùng với Kinda Sierra) tại một Ủy ban độc lập về hành vi sai trái tình dục, trách nhiệm và thay đổi văn hóa tại Oxfam.

## Các hoạt động khác
- Châu Phi cho công lý và trách nhiệm, thành viên [7]
- Diễn đàn toàn cầu của các nhà lãnh đạo chính trị phụ nữ (WPL), Thành viên của Ban cố vấn toàn cầu [8]

## Sự công nhận
Bangura đã giành được một số giải thưởng quốc tế cho việc thúc đẩy dân chủ và nhân quyền ở Châu Phi, bao gồm: Giải thưởng Quốc tế về Bằng khen cho Lãnh đạo (Nigeria, 1999); Giải thưởng Nhân quyền do Ủy ban Luật sư về Nhân quyền (New York, 2000) trao tặng; Giải thưởng Nhân đạo Bayard Rustin do Viện A. Philip Randolph (Washington, DC, 2002) trao tặng; và Giải thưởng Dân chủ được trao tặng bởi Quỹ Dân chủ Quốc gia (Washington, DC, 2006).
Vào tháng 11 năm 2013, Bangura đã nhận được một giải thưởng từ Project 1808 Inc, một tổ chức hợp tác với Đại học Wisconsin Madison Nghiên cứu Châu Phi, Phòng Nghiên cứu Quốc tế. Giải thưởng công nhận Bangura vì sự hiệu quả của cô trong việc gây chú ý đến các vấn đề xung quanh bạo lực tình dục trên toàn thế giới bằng cách lôi kéo các nhà lãnh đạo thế giới, phiến quân, phiến quân, nạn nhân và cộng đồng.